# District de Nagykálló
Le district de Nagykálló (en hongrois : Nagykállói járás) est un des 13 districts du comitat de Szabolcs-Szatmár-Bereg en Hongrie. Il compte 30 430 habitants et rassemble 8 localités : 6 communes et deux villes dont Nagykálló, son chef-lieu.
Cette entité existait déjà auparavant, jusqu'à la réforme territoriale de 1983 qui a supprimé les districts.

## Localités
- Balkány
- Biri
- Bököny
- Érpatak
- Geszteréd
- Kállósemjén
- Nagykálló
- Szakoly